# Jacques Heath Futrelle
Jacques Heath Futrelle (condado de Pike, 9 de abril de 1875 - océano Atlántico, 15 de abril de 1912) fue un escritor de misterio y periodista estadounidense.Es recordado por sus cuentos de detectives protagonizados por el profesor Augustus S. F. X. Van Dusen (también conocido como La Máquina Pensante, por su aplicación de la lógica a cualquier situación). Futrelle falleció en el hundimiento del transatlántico RMS Titanic.

## Carrera
Futrelle nació en el condado de Pike (estado de Georgia). Se mudó a Atlanta (Georgia), donde consiguió trabajo en el diario Atlanta Journal, donde comenzó su sección de deportes. Después trabajó en el diario New York Herald,Boston Post; y en el Boston American. En este último, en 1905, apareció por primera vez su personaje La Máquina Pensante, en una versión serializada de The Problem of Cell 13 (El Problema de la Celda 13). En 1895 se casó con la también escritora Lily May Peel. Tuvieron dos hijos: Virginia y Jacques John Jr.
En 1906, Futrelle dejó el diario Boston American para centrar su atención en la escritura de novelas.Se hizo construir una casa en Scituate (estado de Massachusetts), a la que bautizó Stepping Stones (Peldaños, o Escalones), donde pasó la mayor parte de su tiempo hasta su muerte en 1912.
En su retorno de Europa hacia Estados Unidos a bordo del transatlántico Titanic, Futrelle, en que viajaba con su esposa en primera clase, se negó a subir a un bote salvavidas, insistiendo que subiera su esposa en su lugar, hasta el punto de obligarla a la fuerza.
Su esposa recordaba la última vez que lo vio: fumando un cigarrillo en la cubierta con el millonario estadounidense John Jacob Astor IV.El cuerpo de Futrelle nunca se encontró.
El 29 de julio de 1912 falleció su madre, Linnie Futrelle, en su casa de Georgia. Su muerte se atribuyó al dolor por la muerte de su hijo.
En 1912 se publicó póstumamente su último trabajo, My Lady's Garter (La Liga de mi Dama). En el prólogo, su esposa escribió: «A los héroes del Titanic, dedico este libro de mi esposo», bajo una foto del difunto Futrelle.

## En la cultura popular
- Futrelle aparece como protagonista en la novela policial The Titanic Murders (1999), acerca de dos asesinatos en el Titanic, de Max Allan Collins.
- Se le menciona como 'aquel Jaques Frutelle que murió en el Titanic' en la novela El problema final (2023) de Arturo Pérez-Reverte.

## Obras selectas

### Novelas
- 1906: The Chase of the Golden Plate.
- 1908: The Simple Case of Susan.
- 1909: The Diamond Master, adaptada como serie de películas The Diamond Queen (1921) y The Diamond Master (1929).
- 1909: Elusive Isabel
- 1911: The High Hand
- 1912: My Lady's Garter
- 1914: Blind Man's Bluff.

### Colecciones de cuentos cortos
- The Thinking Machine (1907)
  - The Problem of Cell 13
  - The Scarlet Thread
  - The Man Who Was Lost
  - The Great Auto Mystery
  - The Flaming Phantom
  - The Ralston Bank Burglary
  - The Mystery of a Studio

- The Thinking Machine on the Case (1908)
  - The Thinking Machine
  - The Motor Boat
  - Dressing Room A
  - The Crystal Gazer
  - The Interrupted Wireless
  - The Roswell Tiara
  - The Lost Radium
  - The Green-Eyed Monster
  - The Opera Box
  - The Missing Necklace
  - The Phantom Motor
  - The Brown Coat
  - His Perfect Alibi
  - The Superfluous Finger

- Best "Thinking Machine" Detective Stories (1973), editado por E. F. Bleiler
  - The Problem of Cell 13
  - The Crystal Gazer
  - The Scarlet Thread
  - The Flaming Phantom
  - The Problem of the Stolen Rubens
  - The Missing Necklace
  - The Phantom Motor
  - The Brown Coat
  - His Perfect Alibi
  - The Lost Radium
  - Kidnapped, Baby Blake, Millionaire
  - The Fatal Cipher

- Great Cases of the "Thinking Machine" (1976), editado por E. F. Bleiler
  - The Silver Box
  - The Superfluous Finger
  - The Motor Boat
  - The Interrupted Wireless
  - The Three Overcoats
  - The Problem of the Hidden Million
  - The Problem of the Broken Bracelet
  - The Problem of the Cross Mark
  - The Problem of the Souvenir Cards
  - The Problem of the Auto Cab
  - The Haunted Bell
  - The Roswell Tiara
  - The Problem of the Vanishing Man

- Jacques Futrelle's Thinking Machine (2003), editado por Harlan Ellison
  - The Thinking Machine
  - My First Experience with the Great Logician
  - Dressing Room A
  - The Problem of Cell 13
  - The Phantom Motor
  - The Mystery of the Grip of Death
  - The Problem of the Hidden Million
  - The Ralston Bank Burglary
  - The Problem of the Auto Cab
  - The Silver Box
  - The Jackdaw Girl
  - The Brown Coat
  - The Problem of the Stolen Rubens
  - The Fatal Cipher
  - The Superfluous Finger
  - The Motor Boat
  - The Problem of the Broken Bracelet
  - The Problem of the Cross Mark
  - The Problem of the Red Rose
  - The Man Who Was Lost
  - A Piece of String
  - The Problem of the Deserted House

- The Golden Dagger, The Problem of the Knotted Cord, The Problem of the Organ Grinder, The Problem of the Private Compartment, The Problem of the Ghost Woman, The Problem of Convict no. 97 y Five Millions by Wireless, nunca fueron reimpresos en forma de libro. The Grinning God, The Case of the Scientific Murderer y The Tragedy of the Life Raft, fueron reimpresos sólo en revistas y antologías.

### Cuentos cortos
- 1905: The Problem of Cell 13
- 1905: The Ralston Bank Burglary
- 1905: The Flaming Phantom
- 1905: The Great Auto Mystery
- 1905: Kidnapped Baby Blake, Millionaire
- 1905: The Mystery of a Studio
- 1905: The Scarlet Thread
- 1905: The Man Who Was Lost
- 1905: The Golden Dagger
- 1906: The Fatal Cipher
- 1906: The Mystery of the Grip of Death

- 1906: The Problem of Dressing Room 'A'
- 1906: The Problem of the Motor Boat
- 1906: A Piece of String
- 1906: The Problem of the Crystal Gazer
- 1906: The Problem of the Roswell Tiara
- 1906: The Problem of the Lost Radium
- 1906: The Problem of the Opera Box
- 1906: The Problem of the Missing Necklace
- 1906: The Problem of the Green Eyed Monster
- 1906: The Problem of the Perfect Alibi
- 1906: The Problem of the Phantom Auto
- 1906: The Haunted Bell
- 1906: The Problem of the Stolen Bank Notes
- 1906: The Problem of the Superfluous Finger
- 1907: The Problem of the Knotted Cord
- 1907: The Problem of the Souvenir Cards
- 1907: The Problem of the Stolen Rubens
- 1907: The Problem of the Three Overcoats
- 1907: The Problem of the Organ Grinder
- 1907: The Problem of the Hidden Million
- 1907: The Problem of the Auto Cab
- 1907: The Problem of the Private Compartment
- 1907: The Problem of the Cross Mark
- 1907: The Problem of the Ghost Woman
- 1907: The Silver Box
- 1907: The Problem of Convict No. 97
- 1907: The Problem of the Deserted House
- 1907: The Problem of the Red Rose
- 1907: The Problem of The Vanishing Man
- 1907: The Problem of the Broken Bracelet
- 1907: The Problem of the Interrupted Wireless
- 1907: The Grinning God: Part 2: The House That Was

- 1912: The Mystery of Prince Otto
- 1912: The Tragedy of the Life Raft
- 1912: The Case of the Scientific Murderer
- 1912: The Jackdaw